# LGA 1700
LGA 1700 (Socket V) — сокет Intel для настольных процессоров Alder Lake-S (12-е поколение Intel), Raptor Lake-S (13-е поколение Intel), Raptor Lake-S Refresh (14-е поколение Intel) разработан в качестве замены LGA 1200. Разъём имеет 1700 подпружиненных контактов для соприкосновения с контактными площадками процессора.
Сокет LGA 1700 впервые поддерживает процессоры с технологией гетерогенных вычислений «Intel Hybrid Technology», объединяющие на одном кристалле производительные (P-Cores) и энергоэффективные (E-Cores) ядра.
Процессоры Alder Lake-S и Raptor Lake-S для данного сокета имеют размер 37,5×45 мм, а расстояние между монтажными отверстиями для систем охлаждения процессора увеличилось с 75 до 78 мм, что означает несовместимость с креплениями систем охлаждения для LGA 1150/1151/1155/1156/1200. Также немного уменьшились расстояние между теплораспределительной крышкой процессора и опорной пластиной системы охлаждения.
Крупные производители систем охлаждения решают проблему несовместимости выпуском дополнительных наборов креплений с последующим бесплатным распространением.
В 2024 году LGA 1700 был заменён на LGA 1851 — разъём для процессоров компании Intel семейства Arrow Lake.

## История
Первые слухи о LGA 1700 появились в январе 2020 года. Инсайдеры предположили поддержку новым сокетом интерфейса PCI Express 4.0, оперативной памяти DDR5, а также увеличение физических размеров процессоров.
В феврале информация о Alder Lake-S и сокете LGA 1700 была обнаружена на сайте Intel.
В мае появилась неофициальная информация, о поддержке новым сокетом трёх поколений процессоров: Alder Lake-S, Meteor Lake-S и следующего, ещё не известного поколения.
В июне была опубликована первая техническая документация по разъёму LGA 1700 и процессорам Alder Lake-S, подтверждающая использование данного сокета в 12-м поколении.
В августе всё больше инсайдеров, стало заявлять о поддержке процессорами 12-го поколения и части материнских плат для них оперативной памяти DDR5.
А также Intel на мероприятии Architecture Day 2020 подтвердила использование гибридной технологии в процессорах Alder Lake.